# Communauté d’agglomération de la Presqu’île de Guérande Atlantique
Die Communauté d’agglomération de la Presqu’île de Guérande Atlantique (Kurzform: Cap Atlantique) ist ein französischer Gemeindeverband mit der Rechtsform einer Communauté d’agglomération in den Départements Loire-Atlantique in der Region Pays de la Loire und Morbihan in der Region Bretagne. Der Gemeindeverband wurde am 30. Dezember 2002 gegründet und besteht aus 15 Gemeinden, drei davon liegen im Département Morbihan. Der Verwaltungssitz befindet sich im Ort La Baule-Escoublac.

## Mitgliedsgemeinden
| Gemeinde                                                           | Einwohner 1. Januar 2022 | Fläche km² | Dichte Einw./km² | Code INSEE | Postleitzahl | Region           | Département      |
| ------------------------------------------------------------------ | ------------------------ | ---------- | ---------------- | ---------- | ------------ | ---------------- | ---------------- |
| Assérac                                                            | 1.881                    | 32,91      | 57               | 44006      | 44410        | Pays de la Loire | Loire-Atlantique |
| Batz-sur-Mer                                                       | 2.799                    | 9,27       | 302              | 44010      | 44740        | Pays de la Loire | Loire-Atlantique |
| Camoël                                                             | 1.156                    | 14,33      | 81               | 56030      | 56130        | Bretagne         | Morbihan         |
| Férel                                                              | 3.445                    | 28,90      | 119              | 56058      | 56130        | Bretagne         | Morbihan         |
| Guérande                                                           | 16.684                   | 81,44      | 205              | 44069      | 44350        | Pays de la Loire | Loire-Atlantique |
| Herbignac                                                          | 7.178                    | 71,43      | 100              | 44072      | 44410        | Pays de la Loire | Loire-Atlantique |
| La Baule-Escoublac                                                 | 16.613                   | 22,19      | 749              | 44055      | 44500        | Pays de la Loire | Loire-Atlantique |
| La Turballe                                                        | 4.862                    | 18,53      | 262              | 44211      | 44420        | Pays de la Loire | Loire-Atlantique |
| Le Croisic                                                         | 4.081                    | 4,5        | 907              | 44049      | 44490        | Pays de la Loire | Loire-Atlantique |
| Le Pouliguen                                                       | 4.007                    | 4,39       | 913              | 44135      | 44510        | Pays de la Loire | Loire-Atlantique |
| Mesquer                                                            | 2.156                    | 16,72      | 129              | 44097      | 44420        | Pays de la Loire | Loire-Atlantique |
| Pénestin                                                           | 2.057                    | 21,69      | 95               | 56155      | 56760        | Bretagne         | Morbihan         |
| Piriac-sur-Mer                                                     | 2.663                    | 12,37      | 215              | 44125      | 44420        | Pays de la Loire | Loire-Atlantique |
| Saint-Lyphard                                                      | 5.246                    | 24,63      | 213              | 44175      | 44410        | Pays de la Loire | Loire-Atlantique |
| Saint-Molf                                                         | 2.859                    | 22,82      | 125              | 44183      | 44350        | Pays de la Loire | Loire-Atlantique |
| Communauté d’agglomération de la Presqu’île de Guérande Atlantique | 77.687                   | 386,12     | 201              | –          | –            | –                | –                |